# 1467 Mashona
1467 Mashona è un asteroide della fascia principale. Scoperto nel 1938, presenta un'orbita caratterizzata da un semiasse maggiore pari a 3,3775932 UA e da un'eccentricità di 0,1342958, inclinata di 21,96903° rispetto all'eclittica.
L'asteroide prende il nome dall'omonima etnia nativa dello Zimbabwe.